# Jefe supremo
Jefe Supremo corresponde a un título usado en ciertos países de Hispanoamérica, para designar a la persona que tiene la máxima autoridad militar. Usualmente el nombramiento como Presidente en las democracias modernas conlleva las atribuciones de la jefatura de Estado o la jefatura de Gobierno, tanto juntas o separadas, y con esto el control civil de los militares, sin embargo durante la caótica etapa de formación de las naciones hispanoamericanas, la debilidad de los Estados y la propias leyes no inclusivas con la mayoría de la población, propiciaron fenómenos como el caudillismo, que causó mayor inestabilidad, con lo que el título de Jefe Supremo era usado para reafirmarse en el liderazgo del Estado.
El término tiene su origen en las guerras de independencia y fue usado hasta mediados del siglo XX, por los caudillos de la época debido a que la Presidencia no era adquirible de manera legal y constitucional, con lo cual un golpe de Estado era la única manera de tomar las riendas de la política. El gobierno bajo un Jefe Supremo puede calificarse como dictadura. Entre junio y diciembre de 1974, por ejemplo, el dictador chileno Augusto Pinochet ostentó el título de Jefe Supremo de la Nación.